# (30826) Coulomb
Pour les articles homonymes, voir Coulomb (homonymie).

(30826) Coulomb est un astéroïde de la ceinture principale découvert le 10 octobre 1990 à Tautenburg par les astronomes allemands Freimut Börngen et Lutz D. Schmadel. Sa désignation provisoire était 1990 TS1.
Il porte le nom du physicien français Charles-Augustin Coulomb (1736-1806), dont le nom a aussi été donné à l'unité de charge électrique le coulomb.